# Nomada orbitalis
Nomada orbitalis är en biart som beskrevs av Pérez 1913. Nomada orbitalis ingår i släktet gökbin, och familjen långtungebin. Inga underarter finns listade i Catalogue of Life.